# Rack (informatica)

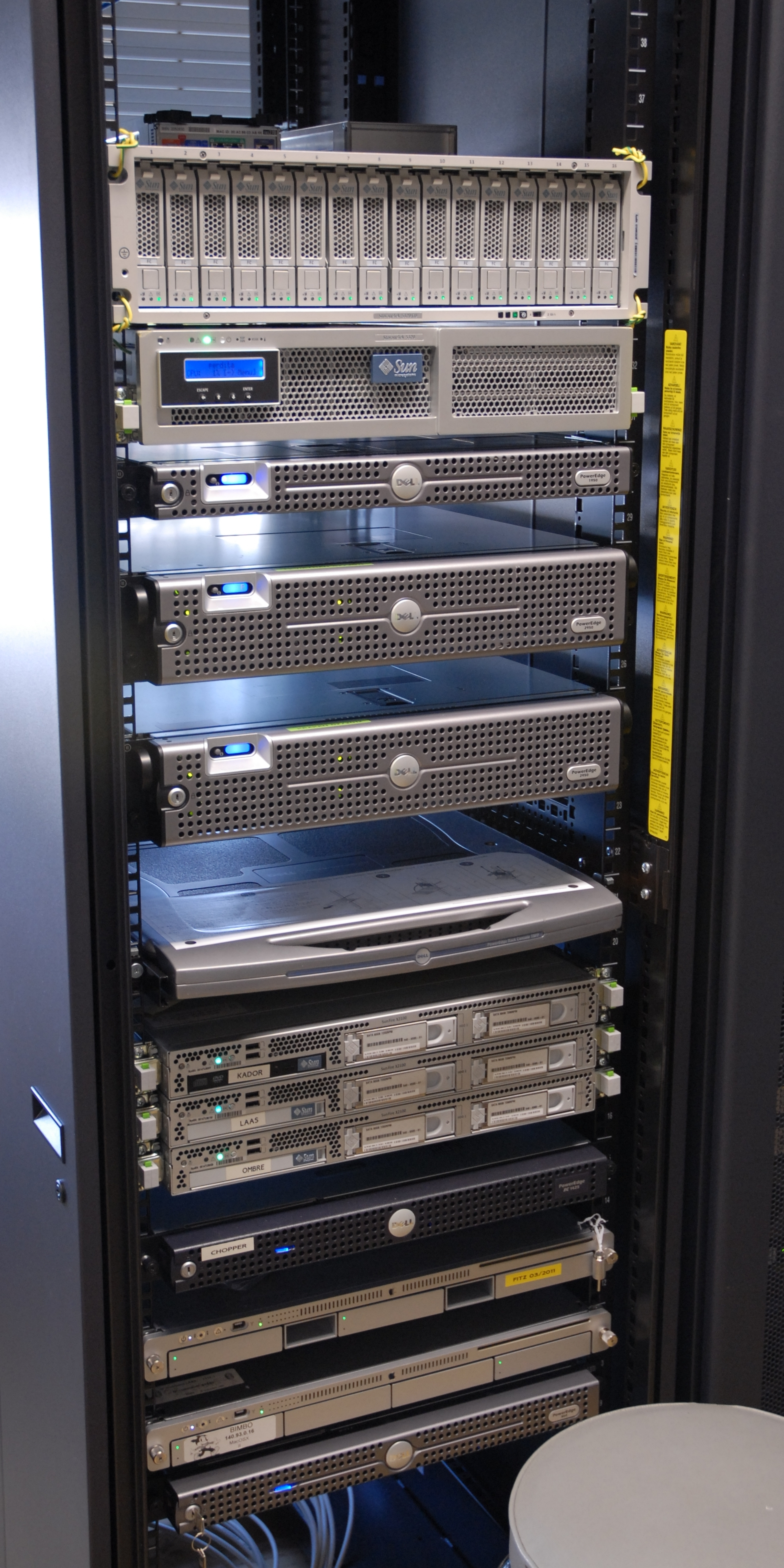
Armadio rack contenente varie tipologie di server

Un rack (pl. racks, in inglese «scaffale», o più propriamente «rastrelliera») in informatica e telecomunicazioni (ma anche nell'ambiente del broadcast e degli studi di registrazione) è un sistema standard di installazione fisica di componenti hardware (es. server, switch, router) a scaffale, costituito da una struttura modulare larga 19 pollici (482,6 mm), alta 1,75 pollici (44,45 mm) per ogni unità ospitata e lunghezza variabile, solitamente maggiore di 600mm. Il numero di unità di un rack è anch'esso variabile: le dimensioni comuni sono da 12, 25 e 42 unità. Ogni rack da 42 può essere suddiviso in 3 shelf (14 unità l'uno), con accesso separato.

## Descrizione
Rack indica la struttura meccanica di sostegno (armadio a telaio), su cui sono poi montate le parti hardware vere e proprie, di valore arbitrario: ad esempio, un armadio elettronico di un sistema complesso, ovvero un ARL elettrico della rete telefonica. Per metonimia, nel gergo degli addetti hardware, un "rack" è anche l'armadio insieme agli apparati montati dentro (in pratica il rack non vuoto), un po' come si dice "il carrello" per indicare la spesa contenuta dentro il carrello.
Solitamente per gli apparati ospitati non vengono utilizzati case come quelli dei personal computer perché occuperebbero troppo spazio, aumentando quindi i costi di alloggiamento in caso di affitto dei locali ospitanti, ma case di dimensioni ridotte ovvero più compatti. 
Gli apparati ospitati poggiano su delle slitte in metallo, che possono scorrere per estrarre in maniera semplice ogni componente del rack. I server vengono costruiti principalmente in case di forma rack, occupando 1 o 2 unità per i più piccoli, mentre per i server blade possono arrivare fino a 10 unità.
Ogni armadio rack possiede un dispositivo (solitamente meccanico) di chiusura, per impedire l'accesso a terzi. Questo è ad esempio molto utile nelle webfarm in quanto permette ai clienti di accedere solo ai propri server evitando che possa essere compromesso il resto dell'infrastruttura di rete. L'accesso è consentito da una parte frontale e una posteriore. Questo consente di agire sui comandi fisici del server (anteriore) collegando eventualmente un monitor ed una tastiera, ed agire invece sui vari collegamenti (alimentazione, rete, ecc.) attraverso la parte posteriore.

### Vantaggi
Gli armadi rack sono ampiamente usati nel campo industriale, delle telecomunicazioni e informatico, e servono a contenere in modo ordinato, flessibile e facilmente accessibile apparati di rete quali server, switch, router, strumenti di misura ecc. In questo modo in caso di guasto o al momento in cui si decide di aggiornare un componente, la sostituzione del pezzo o la sua manutenzione può essere effettuata velocemente ed in modo pulito e sicuro, cosa ben più problematica, onerosa e con interruzione sulla disponibilità di servizio offerto nel caso di apparato unico monoblocco.

### Altri dispositivi

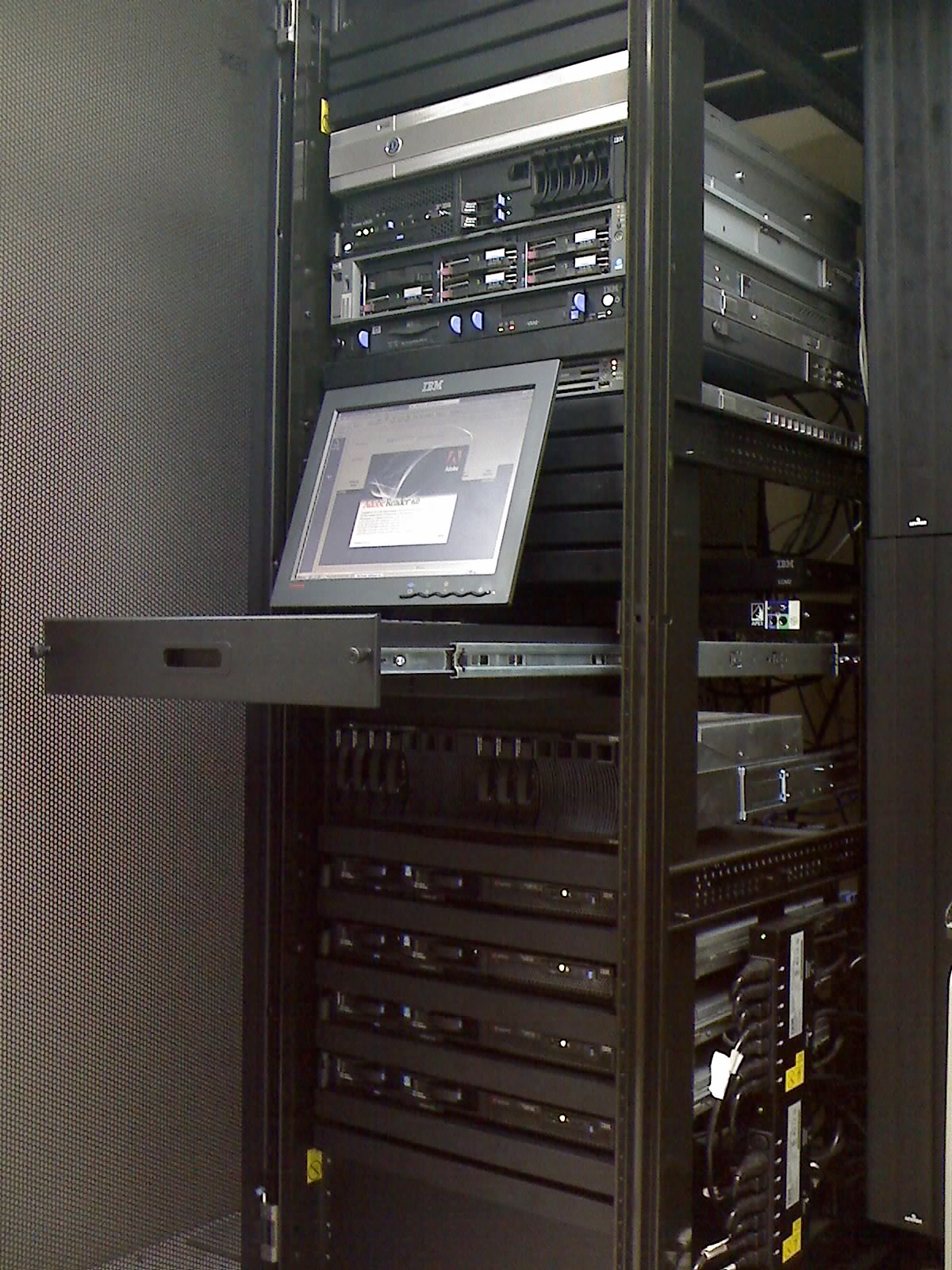
Un rack contenente dispositivi di supporto: un monitor una tastiera e il doppio allacciamento alla rete in basso

La prassi consolidata di buon approntamento di un armadio rack implica la presenza di alimentazione elettrica costante e di una temperatura dell'aria preferibilmente attorno ai 20 °C per permettere un corretto funzionamento dei componenti elettronici. Per questo motivo, spesso negli armadi si trovano gruppi di continuità e ventole disposte anch'essi su supporti rack. Solitamente in un rack, oltre a server e altri dispositivi produttivi si trovano:
- Almeno due allacciamenti alla rete elettrica, tipicamente uno fornito da un gruppo di continuità ed un altro dalla rete di fornitura.
- Switch di collegamento all'infrastruttura di rete, cablata in rame o in fibra ottica.
- Eventuali ventole di raffreddamento, qualora l'armadio non sia dotato di condizionamento esterno.
- Eventuali gruppi di continuità dedicati.
- Monitor e tastiera montati su unità rack, se necessario intervenire sulle console dei server direttamente a bordo armadio.